# Elecciones regionales de Basilicata de 2019
Las elecciones regionales de Basilicata de 2019 tuvieron lugar el 24 de marzo de 2019. La elección fue para los 20 miembros del Consejo Regional de Basilicata, así como para el Presidente de la Región, que también es miembro del Consejo. Esta elección fue la última en Italia antes de las elecciones europeas del 26 de mayo de 2019.
La fecha original de las elecciones fue el 26 de mayo de 2019, pero se convocó a elecciones anticipadas tras la renuncia del presidente en ejercicio Marcello Pittella, miembro del Partido Democrático (PD), el 24 de enero de 2019. Tras la posterior disolución del Consejo Regional, la vicepresidenta Flavia Franconi (PD) se convirtió en presidenta en funciones.
La coalición de centroizquierda había ganado cada elección regional en Basilicata desde 1995 con un amplio margen. Sin embargo, en las elecciones generales del 4 de marzo de 2018 tanto la coalición de centroderecha como el M5S mejoraron sustancialmente su desempeño: el centroderecha, por primera vez, empató con el centroizquierda (incluido LeU, que en 2018 no fue un miembro de la coalición liderada por el PD) y el M5S ganó aproximadamente el doble de los votos obtenidos por el PD y LeU juntos.

## Sistema electoral
Además del presidente recién elegido, el candidato a presidente de la coalición que ocupe el segundo lugar gana automáticamente un escaño (el primero de su lista de coalición o partido único), en el Consejo Regional, de acuerdo con la Ley Tatarella de 1995. Los 19 escaños restantes se asignarán por provincia, proporcionalmente con respecto a la población de las provincias de Potenza y Matera.
La nueva ley electoral sigue la representación proporcional con un umbral del 3% para las listas de partidos y del 4% para las listas de coaliciones que no alcanzaron el umbral del 8%. Si la primera coalición gana el 30% de los votos, los partidos reciben colectivamente de 11 (55%) a 14 escaños (67%). Para las elecciones presidenciales, un candidato debe ganar por mayoría simple (first-past-the-post). Para emitir su voto, el elector puede hacer una sola marca en el nombre de un candidato presidencial, y en este caso el voto no se transmite a ninguna lista de partido. Si el votante marca el símbolo de una de las listas, el voto se transfiere automáticamente al candidato apoyado por esa lista. Desde la aprobación de la nueva ley electoral regional en 2018, no es posible la votación dividida, es decir, votar en una lista y un candidato que no está respaldado por ella.
El elector puede expresar dos preferencias, reservando la segunda a un candidato de diferente sexo, de lo contrario las segundas preferencias no serán válidas. Entre las innovaciones está la introducción de la igualdad de género (cada lista de partido no puede tener más del 60% de candidatos del mismo sexo) y la abolición del voto dividido.

## Campaña
El 20 de febrero de 2019, el gobernador Marcello Pittella anunció que no se postularía para un segundo mandato. y decidió apoyar a Carlo Trerotola (PD), el nuevo candidato de centroizquierda. Con el retiro de Pittella, la mayoría del izquierdista Libres e Iguales (LeU) regresó en la coalición de centroizquierda con la lista Progresistas por Basilicata. Una lista conjunta de partidos de izquierda participó solo con Valerio Tramutoli como su candidato presidencial.
El candidato presidencial de la coalición de centroderecha es Vito Bardi, un independiente, exgeneral de la Guardia di Finanza, que más tarde se unió a Forza Italia de Silvio Berlusconi. El candidato presidencial del Movimiento 5 Estrellas (M5S) es Antonio Mattia. El candidato presidencial de Lega Sud Ausonia (un partido regional que generalmente se presenta solo) Antonio Postorivo fue excluido por cuestiones burocráticas.

## Partidos y candidatos
| Partido político o alianza | Partido político o alianza               | Listas constituyentes                                    | Listas constituyentes                    | Resultados previos | Resultados previos | Candidato         | Candidato |
| Partido político o alianza | Partido político o alianza               | Listas constituyentes                                    | Listas constituyentes                    | Votos (%)          | Escaños            | Candidato         | Candidato |
| -------------------------- | ---------------------------------------- | -------------------------------------------------------- | ---------------------------------------- | ------------------ | ------------------ | ----------------- | --------- |
|                            | Coalición de centroizquierda             |                                                          | Partido Democrático (PD)                 | 24,8               | 4                  | Carlo Trerotola   |           |
|                            | Coalición de centroizquierda             | Federación de los Verdes–Realidad Italia (FdV–RI)        | 5,9 (RI)                                 | 1 (RI)             |                    | Carlo Trerotola   |           |
|                            | Coalición de centroizquierda             | Progresistas por Basilicata (PpB)                        | —                                        | —                  |                    | Carlo Trerotola   |           |
|                            | Coalición de centroizquierda             | Adelante Basilicata (AB)                                 | —                                        | —                  |                    | Carlo Trerotola   |           |
|                            | Coalición de centroizquierda             | Trerotola Presidente (CD – Proyecto Popular) (incl. PRI) | —                                        | —                  |                    | Carlo Trerotola   |           |
|                            | Coalición de centroizquierda             | Primero Basilicata                                       | —                                        | —                  |                    | Carlo Trerotola   |           |
|                            | Coalición de centroizquierda             | Partido Socialista Italiano (PSI)                        | 7,5                                      | 1                  |                    | Carlo Trerotola   |           |
|                            | Coalición de centroderecha               |                                                          | Forza Italia (FI)                        | 12,3               | 2                  | Vito Bardi        |           |
|                            | Coalición de centroderecha               | Hermanos de Italia (FdI)                                 | 5,1                                      | 1                  |                    | Vito Bardi        |           |
|                            | Coalición de centroderecha               | Liga (Lega)                                              | —                                        | —                  |                    | Vito Bardi        |           |
|                            | Coalición de centroderecha               | Identidad y Acción (IDeA)                                | —                                        | —                  |                    | Vito Bardi        |           |
|                            | Coalición de centroderecha               | Basilicata Positiva – Bardi Presidente (BP)              | —                                        | —                  |                    | Vito Bardi        |           |
|                            | Movimiento 5 Estrellas (M5S)             | Movimiento 5 Estrellas (M5S)                             | Movimiento 5 Estrellas (M5S)             | 9,0                | 2                  | Antonio Mattia    |           |
|                            | Basilicata Posible (incl. SI, PRC, DemA) | Basilicata Posible (incl. SI, PRC, DemA)                 | Basilicata Posible (incl. SI, PRC, DemA) | —                  | —                  | Valerio Tramutoli |           |

## Encuestas de opinión
| Fecha        | Encuestadora          | Trerotola   | Bardi                  | Mattia | Tramutoli | Indecisos | Dif. |      |     |     |     |
| ------------ | --------------------- | ----------- | ---------------------- | ------ | --------- | --------- | ---- | ---- | --- | --- | --- |
| Fecha        | Encuestadora          | 24 Mar 2019 | Resultados electorales | 33,1   | 42,2      | Indecisos | Dif. | 20,3 | 4,4 | N/A | 9,1 |
| 5–8 Mar 2019 | Venum (sin indecisos) | 35,0        | 38,0                   | 22,0   | 5,0       | 0,0       | 3,0  |      |     |     |     |
| 5–8 Mar 2019 | Venum (con indecisos) | 26,1        | 28,7                   | 16,5   | 3,8       | 24,9      | 2,6  |      |     |     |     |

## Resultados

Partido más votado por comune

Candidato a presidente más votado por comune

|                                              |                                    |         |        |         |                                          |                        |         |        |         |
| Candidatos                                   | Candidatos                         | Votos   | %      | Escaños | Partidos                                 | Partidos               | Votos   | %      | Escaños |
|                                              | Vito Bardi                         | 124.716 | 42,20  | 1       |                                          | Liga                   | 55.393  | 19,15  | 6       |
|                                              | Vito Bardi                         | 124.716 | 42,20  | 1       | Forza Italia                             | 26.457                 | 9,14    | 3      |         |
|                                              | Vito Bardi                         | 124.716 | 42,20  | 1       | Hermanos de Italia                       | 17.112                 | 5,91    | 1      |         |
|                                              | Vito Bardi                         | 124.716 | 42,20  | 1       | Identidad y Acción                       | 12.094                 | 4,18    | 1      |         |
|                                              | Vito Bardi                         | 124.716 | 42,20  | 1       | Basilicata Positiva–Bardi Presidente     | 11.492                 | 3,97    | 1      |         |
| Total                                        | Total                              | 124.716 | 42,20  | 1       | 122.548                                  | 42,36                  | 12      |        |         |
|                                              | Carlo Trerotola                    | 97.866  | 33,11  | 1       |                                          | Adelante Basilicata    | 24.957  | 8,63   | 2       |
|                                              | Carlo Trerotola                    | 97.866  | 33,11  | 1       | Partido Democrático                      | 22.423                 | 7,65    | 2      |         |
|                                              | Carlo Trerotola                    | 97.866  | 33,11  | 1       | Progresistas por Basilicata              | 12.908                 | 4,46    | –      |         |
|                                              | Carlo Trerotola                    | 97.866  | 33,11  | 1       | Partido Socialista Italiano              | 10.913                 | 3,77    | –      |         |
|                                              | Carlo Trerotola                    | 97.866  | 33,11  | 1       | Primero Basilicata                       | 9.748                  | 3,37    | –      |         |
|                                              | Carlo Trerotola                    | 97.866  | 33,11  | 1       | Centro Democrático – Proyecto Popular    | 9.559                  | 3,30    | –      |         |
|                                              | Carlo Trerotola                    | 97.866  | 33,11  | 1       | Federación de los Verdes–Realidad Italia | 5.492                  | 1,90    | –      |         |
| Total                                        | Total                              | 97.866  | 33,11  | 1       | 96.000                                   | 33,18                  | 4       |        |         |
|                                              | Antonio Mattia                     | 60.070  | 20,32  | –       |                                          | Movimiento 5 Estrellas | 58.658  | 20,27  | 3       |
|                                              | Valerio Tramutoli                  | 12.912  | 4,37   | –       |                                          | Basilicata Posible     | 12.124  | 4,19   | –       |
|                                              |                                    |         |        |         |                                          |                        |         |        |         |
| Votos inválidos                              | Votos inválidos                    | 11.624  | –      |         |                                          |                        |         |        |         |
| Total candidatos                             | Total candidatos                   | 307.188 | 100,00 | 2       | Total partidos                           | Total partidos         | 289.330 | 100,00 | 19      |
| Votantes registrados/participación           | Votantes registrados/participación | 573.970 | 53,52  |         |                                          |                        |         |        |         |
| Fuente: Ministerio del Interior – Resultados |                                    |         |        |         |                                          |                        |         |        |         |

| \| Voto popular \| Voto popular \| Voto popular \| Voto popular \| Voto popular \| \| ------------ \| ------------ \| ------------ \| ------------ \| ------------ \| \| \| \| \| \| \| \| M5S \| M5S \| \| 20.27 % \| 20.27 % \| \| Lega \| Lega \| \| 19.15 % \| 19.15 % \| \| FI \| FI \| \| 9.14 % \| 9.14 % \| \| AB \| AB \| \| 8.63 % \| 8.63 % \| \| PD \| PD \| \| 7.65 % \| 7.65 % \| \| FdI \| FdI \| \| 5.91 % \| 5.91 % \| \| PpB \| PpB \| \| 4.46 % \| 4.46 % \| \| POS \| POS \| \| 4.19 % \| 4.19 % \| \| IDeA \| IDeA \| \| 4.18 % \| 4.18 % \| \| BP–Bardi \| BP–Bardi \| \| 3.97 % \| 3.97 % \| \| PSI \| PSI \| \| 3.77 % \| 3.77 % \| \| PB \| PB \| \| 3.37 % \| 3.37 % \| \| Trerotola \| Trerotola \| \| 3.30 % \| 3.30 % \| \| FdV–RI \| FdV–RI \| \| 1.90 % \| 1.90 % \| |           |  |         |         |
| Voto popular |           |  |         |         |
| |           |  |         |         |
| M5S | M5S       |  | 20.27 % | 20.27 % |
| Lega | Lega      |  | 19.15 % | 19.15 % |
| FI | FI        |  | 9.14 %  | 9.14 %  |
| AB | AB        |  | 8.63 %  | 8.63 %  |
| PD | PD        |  | 7.65 %  | 7.65 %  |
| FdI | FdI       |  | 5.91 %  | 5.91 %  |
| PpB | PpB       |  | 4.46 %  | 4.46 %  |
| POS | POS       |  | 4.19 %  | 4.19 %  |
| IDeA | IDeA      |  | 4.18 %  | 4.18 %  |
| BP–Bardi | BP–Bardi  |  | 3.97 %  | 3.97 %  |
| PSI | PSI       |  | 3.77 %  | 3.77 %  |
| PB | PB        |  | 3.37 %  | 3.37 %  |
| Trerotola | Trerotola |  | 3.30 %  | 3.30 %  |
| FdV–RI | FdV–RI    |  | 1.90 %  | 1.90 %  |

| \| Presidente \| Presidente \| Presidente \| Presidente \| Presidente \| \| ---------- \| ---------- \| ---------- \| ---------- \| ---------- \| \| \| \| \| \| \| \| Bardi \| Bardi \| \| 42.20 % \| 42.20 % \| \| Trerotola \| Trerotola \| \| 33.11 % \| 33.11 % \| \| Mattia \| Mattia \| \| 20.32 % \| 20.32 % \| \| Tramutoli \| Tramutoli \| \| 4.37 % \| 4.37 % \| |           |  |         |         |
| Presidente |           |  |         |         |
| |           |  |         |         |
| Bardi | Bardi     |  | 42.20 % | 42.20 % |
| Trerotola | Trerotola |  | 33.11 % | 33.11 % |
| Mattia | Mattia    |  | 20.32 % | 20.32 % |
| Tramutoli | Tramutoli |  | 4.37 %  | 4.37 %  |

### Resultados por provincia
| Provincia | Bardi           | Trerotola       | Mattia          | Tramutoli       | Participación |               |        |
| --------- | --------------- | --------------- | --------------- | --------------- | ------------- | ------------- | ------ |
| Provincia | Potenza         | 82.244 (41,01%) | 69.016 (34,41%) | 40.103 (20,00%) | Participación | 9.183 (4,58%) | 52,40% |
| Matera    | 42.472 (44,70%) | 28.850 (30,36%) | 19.967 (21,01%) | 3.729 (3,92%)   | 56,03%        |               |        |

### Resultados por ciudad capital
| Ciudad | Bardi           | Trerotola       | Mattia         | Tramutoli      | Participación |              |        |
| ------ | --------------- | --------------- | -------------- | -------------- | ------------- | ------------ | ------ |
| Ciudad | Potenza         | 15.688 (40,55%) | 11.863 (30,6%) | 7.558 (19,54%) | Participación | 3.576 (9,24) | 68,79% |
| Matera | 10.969 (37,51%) | 7.740 (26,47%)  | 9.039 (30,91%) | 1.492 (5,10%)  | 59,88%        |              |        |

### Escaños por provincia
| Provincia | Liga    | PD | FI | M5S | FdI | Otros | Total |   |    |
| --------- | ------- | -- | -- | --- | --- | ----- | ----- | - | -- |
| Provincia | Potenza | 5  | 1  | 2   | 2   | 0     | Total | 2 | 12 |
| Matera    | 1       | 1  | 1  | 1   | 1   | 2     | 7     |   |    |

### Participación
| Región                                                                                               | Hora   | Hora   | Hora   |
| Región                                                                                               | 12:00  | 19:00  | 23:00  |
| --- | ------ | ------ | ------ |
| Basilicata                                                                                           | 13,31% | 39,73% | 53,52% |
| Provincia                                                                                            | Hora   | Hora   | Hora   |
| Provincia                                                                                            | 12:00  | 19:00  | 23:00  |
| Matera                                                                                               | 13.08% | 40,82% | 56,03% |
| Potenza                                                                                              | 13.42% | 39,24% | 52,40% |
| Fuente: Ministerio del Interior – Participación Archivado el 24 de marzo de 2019 en Wayback Machine. |        |        |        |